# إيبن نيوتن
إيبن نيوتن هو قاضي ومحامي وسياسي أمريكي، ولد في 16 أكتوبر 1795 في غوشين في الولايات المتحدة، وتوفي في 6 نوفمبر 1885 في كانفيلد في الولايات المتحدة. نشط حزبياً في حزب اليمين. وقد انتخب عضو مجلس النواب الأمريكي ‏.